# Seznam biskupů Míšně a Drážďan

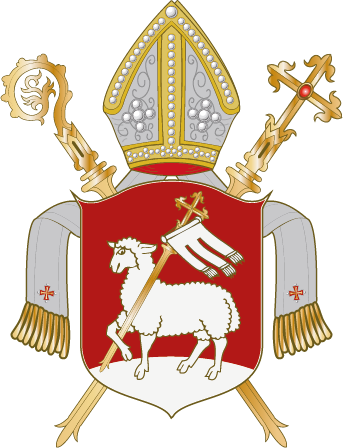
Znak míšeňského biskupství

Seznam biskupů Míšně a Drážďan zachycuje jak středověké míšeňské biskupství, které přesahovalo jádrovou oblast Míšeňského markrabství v Horním Sasku až do Lužice, takže po zavedení reformace v Saském albertinském vévodství v roce 1539 zde nadále existovaly katolické oblasti. Tento seznam zahrnuje biskupy míšeňského biskupství až do reformace, míšeňské apoštolské prefekty následně jmenované pro Lužici, apoštolské vikáře v saských dědičných zemích od sasko-polského období a biskupy míšeňského biskupství obnoveného v roce 1921, od roku 1979 drážďansko-míšenského biskupství.

## Míšeňští biskupové (968–1581)
- 968–969 nebo 970 Burchard
- 970 nebo 972–992 Volkold
- 992–1015 Jiljí / Ägidius
- 1016–1023 Agilward
- 1023–1024 Hubert
- 1024–1046 Dětřich I.
- 1040–1046 Ido
- 1046–1051 Meinward
- 1046 nebo 1051–1064 nebo 1065 Bruno I.
- 1051–1065 nebo 1066 Reiner
- 1066 Krafto
- 1066–1106 sv. Benno Míšeňský
- 1106–1108 sedisvakance
- 1108–1118 nebo 1119 Hartvík / Hartwig
- 1118 nebo 1119–1125 Grambert
- 1125–1140 Gotthold
- 1140–1146 Reinward
- 1146–1149 nebo 1150 Berthold
- 1149 nebo 1150–1152 Albrecht I.
- 1152–1154 Bruno I.
- 1154–1170 Gerung
- 1170–1190 Martin
- 1191–1208 Dětřich II. z Kytlice
- 1209–1228 Bruno II.
- 1228–1240 Jindřich
- 1240–1258 Konrád I. z Wallhausenu
- 1258–1266 Albrecht II. z Mutzschenu
- 1266–1293 Vítek
- 1293–1296 Bernard z Kamence
- 1296 nebo 1297–1312 Albrecht III.
- 1312–1341 nebo 1342 Vítek
- 1312–1314 Vilém
- 1341 nebo 1342–1370 Jan I. z Nového Isenburgu
- 1370 Dětřich ze Schönbergu
- 1370 nebo 1371–1375 Konrád II. z Kirchberg-Wallhausenu
- 1370–1373 Dětřich III.
- 1375 nebo 1376–1379 Jan II. z Jenštejna
- 1379–1392 Mikuláš I. z Ziegenbocku
- 1393–1398 Jan III. z Kytlice
- 1399–1410 Thimo z Koldic
- 1411–1427 Rudolf z Planice
- 1427–1451 Jan IV. Hoffmann
- 1451–1463 Kasper ze Schönbergu
- 1463–1476 Dětřich IV. ze Schönbergu
- 1476–1487 Jan V. z Weißenbachu
- 1487–1518 Jan VI. ze Saalhausenu
- 1518–1537 Jan VII. ze Šlejnic
- 1537 nebo 1538–1549 Jan VIII. z Maltic
- 1550–1555 Mikuláš II. z Kamence
- 1555–1559-1581 Jan IX. z Haugwitz

## Míšeňští apoštolští administrátoři (1567–1921)
- 1560/67–1586 Jan Leisentrit
- 1587–1594 Gregor Leisentrit
- 1594–1609 Christopher von Blöbel
- 1609–1620 August Wiederin von Ottersbach
- 1620–1644 Gregor Kathmann von Maurugk
- 1644–1650 Jan Hasius von Lichtenfeld
- 1650–1655 Martin Saudrius von Sternfeld
- 1655–1660 Bernhard ze Schrattenbachu
- 1660–1665 Christophorus Jan Reinheld z Reichenau
- 1665–1675 Peter Franz Longinus von Kieferberg
- 1676–1700 Martin Ferdinand Brückner von Brückenstein
- 1700–1713 Matthäus Johann Josef Vitzki
- 1714–1721 Martin Bernhard Just z Friedenfelsu
- 1721–1743 Johann Josef Ignaz Freyschlag von Schmidenthal
- 1743–1771 Jakob Johann Joseph Wosky von Bärenstamm
- 1772–1773 Carl Lorenz Cardona
- 1774–1780 Martin Nugk von Lichtenhoff
- 1780–1794 Johann Joseph Schüller von Ehrenthal
- 1795–1796 Wenzel Kobalz
- 1796–1831 Franz Georg Lock
- 1831–1841 Ignaz Bernhard Mauermann
- 1841–1844 Matthäus Kutschank
- 1845–1853 Joseph Dittrich
- 1854–1875 Ludwig Forwerk
- 1875–1890 Franz Bernert
- 1890–1905 Ludwig Wahl
- 1900–1905 Georg Wuschnanski
- 1905 Georg Wuschnanski
- 1906–1914 Aloys Schaefer
- 1914–1920 Franz Löbmann
- 1920–1921 Jakob Skala

## Míšeňští biskupové (1921–1979)
- 1921–1930 Christian Schreiber
- 1931–1932 Dr. Conrad Gröber
- 1932–1951 Petrus Legge
- 1951–1957 Heinrich Wienken
- 1958–1970 Otto Spülbeck

## Drážďansko-míšeňští biskupové (od roku 1980)
- 1970–1987	Gerhard Schaffran
- 1988–2012	Joachim Reinelt
- 2013–2015	Heiner Koch
- 2016 Heinrich Timmerevers

## Pomocní biskupové
- 1352–1380 Franko von Lero
- 1380–1381 Johannes von Maieria
- 1381–1391 Nicholas Platow von Jüterbog
- 1392–1421 Nicholas z Katošic
- 1422 Heinrich Holleyben
- 1424–?	Nicholas von Gardina
- 1427–1445 Augustinus von Thalona
- 1447 Heinrich Ribegerste
- 1485–1487 Andreas von Cythera
- 1488–1498 Peter Heller
- 1498–1510 Johannes Fischer
- 1510–1517/18 Bartholomäus Höne
- 1973–2008 Georg Weinhold